# 輔世王
輔世王（すけよおう、生年不詳 - 元慶3年6月24日（879年7月17日））は、平安時代初期から前期にかけての皇族。二品・仲野親王の子。官位は従四位上・伊予守

## 経歴
文徳朝の斉衡2年（855年）二世王の蔭位により従四位上に直叙され、侍従に任ぜられる。
清和朝に入ると、天安3年（859年）但馬守として地方官に転じる。貞観6年（864年）従四位上・中務大輔に叙任されると、貞観7年（865年）民部大輔と京官を歴任するが、貞観10年（868年）山城守として再び地方官に遷る。その後、清和朝末にかけて左京大夫を務めた。
陽成朝では伊予守を務めるが、伊予守在任中の元慶3年（879年）6月24日に卒去。

## 官歴
『六国史』による。
- 斉衡2年（855年） 正月7日：従四位上（直叙）。2月15日：侍従
- 天安3年（859年） 正月13日：但馬守
- 貞観6年（864年） 正月7日：従四位上。3月8日：中務大輔
- 貞観7年（865年） 正月27日：民部大輔
- 貞観10年（868年） 2月17日：山城守
- 貞観17年（875年） 6月15日：見左京大夫
- 時期不詳：伊予守
- 元慶3年（879年） 6月24日：卒去（従四位上行伊予守）

## 系譜
- 父：仲野親王[1]
- 母：不詳
- 生母不詳の子女
  - 男子：平安典[2]
  - 女子：藤原利仁室[3]